# Weronika Falkowska
Pour les articles homonymes, voir Falkowska.
Weronika Falkowska, née le 17 juin 2000, est une joueuse polonaise de tennis.

## Carrière
Weronika Falkowska a débuté sur le circuit professionnel en 2018.
Elle gagne son premier titre en double en catégorie WTA 125 en décembre 2022 lors du tournoi d'Andorre. Elle remporte un 2e titre WTA 125 en février 2023 associée à sa compatriote Katarzyna Kawa lors du tournoi de Cali ce qui lui permet de faire son entrée dans le top 100 mondial en double.

## Palmarès

### Titre en double
Aucun.

### Finale en double
| No | Date       | Nom et lieu du tournoi           | Catégorie | Dotation  | Surface      | Vainqueures                     | Partenaire      | Score    |          |
| -- | ---------- | -------------------------------- | --------- | --------- | ------------ | ------------------------------- | --------------- | -------- | -------- |
| 1  | 24-07-2023 | BNP Paribas Poland Open Varsovie | WTA 250   | 259 303 $ | Terre (ext.) | Heather Watson Yanina Wickmayer | Katarzyna Piter | 6-4, 6-4 | Parcours |

### Titres en double en WTA 125
| No | Date       | Nom et lieu du tournoi                 | Catégorie | Dotation  | Surface      | Partenaire       | Finalistes                           | Score            |          |
| -- | ---------- | -------------------------------------- | --------- | --------- | ------------ | ---------------- | ------------------------------------ | ---------------- | -------- |
| 1  | 28-11-2022 | Crèdit Andorrà Open Andorre-la-Vieille | WTA 125   | 115 000 $ | Dur (int.)   | Cristina Bucșa   | Angelina Gabueva Anastasia Zakharova | 7-64, 6-1        | Parcours |
| 2  | 30-01-2023 | Copa Oster Cali                        | WTA 125   | 115 000 $ | Terre (ext.) | Katarzyna Kawa   | Kyōka Okamura You Xiaodi             | 6-1, 5-7, [10-6] | Parcours |
| 3  | 22-07-2024 | Polish Open Varsovie                   | WTA 125   | 115 000 $ | Dur (ext.)   | Martyna Kubka    | Céline Naef Nina Stojanović          | 6-4, 7-65        | Parcours |
| 4  | 28-07-2025 | T-Mobile Polish Open Varsovie          | WTA 125   | 115 000 $ | Dur (ext.)   | Dominika Šalková | Isabelle Haverlag Martyna Kubka      | 6-2, 6-1         | Parcours |

### Finale en double en WTA 125
| No | Date       | Nom et lieu du tournoi           | Catégorie | Dotation  | Surface      | Vainqueures              | Partenaire      | Score            |          |
| -- | ---------- | -------------------------------- | --------- | --------- | ------------ | ------------------------ | --------------- | ---------------- | -------- |
| 1  | 19-06-2023 | Veneto Open Internazionali Gaiba | WTA 125   | 115 000 $ | Gazon (ext.) | Han Na-lae Jang Su-jeong | Katarzyna Piter | 6-3, 3-6, [10-6] | Parcours |

## Parcours en Grand Chelem

### En simple
N'a jamais participé à un tableau final.

### En double dames
N'a jamais participé à un tableau final.

## Classements WTA en fin de saison
| Année          | 2018 | 2019 | 2020 | 2021 | 2022 | 2023 | 2024 |
| Rang en simple | 1224 | 927  | 770  | 388  | 249  | 325  | 536  |
| Rang en double | 982  | 491  | 458  | 429  | 145  | 93   | 175  |

Source : (en) Classements de Weronika Falkowska sur le site officiel de la Fédération internationale de tennis